# 12593 Shashlov
12593 Shashlov este un asteroid din centura principală de asteroizi.

## Descriere
12593 Shashlov este un asteroid din centura principală de asteroizi. A fost descoperit pe 9 septembrie 1999 la Socorro, New Mexico, în cadrul proiectului LINEAR. Asteroidul prezintă o orbită caracterizată de o semiaxă mare de 2,40 ua, o excentricitate de 0,09 și o înclinație de 3,9° în raport cu ecliptica.